# Élections cantonales de 1992 dans l'Indre
Les élections cantonales ont eu lieu les 22 et 29 mars 1992.
Lors de ces élections, 13 des 26 cantons de l'Indre ont été renouvelés. Elles ont vu la reconduction de la majorité UDF dirigée par Daniel Bernardet, président du conseil général depuis 1985.

## Résultats à l’échelle du département
Répartition départementale des résultats (2e tour).
- PS (36,89 %)
- RPR (20,66 %)
- UDF (10,09 %)
- DVD (32,37 %)

| Étiquette      | Étiquette                          | Premier tour | Premier tour | Second tour | Second tour | Sièges |
| Étiquette      | Étiquette                          | Voix         | %            | Voix        | %           | Sièges |
| -------------- | ---------------------------------- | ------------ | ------------ | ----------- | ----------- | ------ |
|                | Parti socialiste                   | 16 194       | 28,60        | 11 471      | 36,89       | 1      |
|                | Parti communiste français          | 5 787        | 10,22        |             |             |        |
|                | Parti radical de gauche            | 440          | 0,78         |             |             |        |
|                | Majorité présidentielle            | 183          | 0,32         |             |             |        |
| Gauche         | Gauche                             | 22 604       | 39,92        | 11 471      | 36,89       | 1      |
|                |                                    |              |              |             |             |        |
|                | Divers droite                      | 11 719       | 20,70        | 10 065      | 32,37       | 6      |
|                | Union pour la démocratie française | 9 285        | 16,40        | 3 137       | 10,09       | 3      |
|                | Rassemblement pour la République   | 7 055        | 12,46        | 6 423       | 20,66       | 3      |
|                | Front national                     | 3 736        | 6,60         |             |             |        |
| Droite         | Droite                             | 31 795       | 56,16        | 19 625      | 63,12       | 12     |
|                |                                    |              |              |             |             |        |
|                | Les Verts                          | 2 222        | 3,92         |             |             |        |
|                |                                    |              |              |             |             |        |
| Inscrits       | Inscrits                           | 82 168       | 100,00       | 48 371      | 100,00      |        |
| Abstention     | Abstention                         | 21 399       | 26,04        | 14 763      | 30,52       |        |
| Votants        | Votants                            | 60 769       | 73,96        | 33 608      | 69,48       |        |
| Blancs et nuls | Blancs et nuls                     | 4 148        | 6,83         | 2 512       | 7,47        |        |
| Exprimés       | Exprimés                           | 56 621       | 93,17        | 31 096      | 92,53       |        |

## Résultats par canton

### Canton d'Aigurande
| Candidats      | Candidats             | Étiquette      | Premier tour | Premier tour |
| Candidats      | Candidats             | Étiquette      | Voix         | %            |
| -------------- | --------------------- | -------------- | ------------ | ------------ |
|                | Louis Pinton          | UDF            | 2 246        | 50,43        |
|                | Pascal Courtaud*      | PS             | 1 705        | 38,28        |
|                | Dominique Boué        | PCF            | 281          | 6,31         |
|                | Jean-Yves Fontenaille | DVD            | 222          | 4,98         |
|                |                       |                |              |              |
| Inscrits       | Inscrits              | Inscrits       | 6 232        | 100,00       |
| Abstention     | Abstention            | Abstention     | 1 548        | 24,84        |
| Votants        | Votants               | Votants        | 4 684        | 75,16        |
| Blancs et nuls | Blancs et nuls        | Blancs et nuls | 230          | 4,91         |
| Exprimés       | Exprimés              | Exprimés       | 4 454        | 95,09        |

*sortant

### Canton d'Argenton-sur-Creuse
| Candidats      | Candidats          | Étiquette      | Premier tour | Premier tour |
| Candidats      | Candidats          | Étiquette      | Voix         | %            |
| -------------- | ------------------ | -------------- | ------------ | ------------ |
|                | André Advenier*    | UDF            | 3 341        | 50,01        |
|                | Daniel Dufour      | PS             | 1 983        | 29,68        |
|                | Francis Gerbaud    | PCF            | 759          | 11,36        |
|                | Christophe Lavenue | FN             | 598          | 8,95         |
|                |                    |                |              |              |
| Inscrits       | Inscrits           | Inscrits       | 9 731        | 100,00       |
| Abstention     | Abstention         | Abstention     | 2 446        | 25,14        |
| Votants        | Votants            | Votants        | 7 285        | 74,86        |
| Blancs et nuls | Blancs et nuls     | Blancs et nuls | 604          | 8,29         |
| Exprimés       | Exprimés           | Exprimés       | 6 681        | 91,71        |

*sortant

### Canton de Châteauroux-Est
| Candidats      | Candidats          | Étiquette      | Premier tour | Premier tour | Second tour | Second tour |
| Candidats      | Candidats          | Étiquette      | Voix         | %            | Voix        | %           |
| -------------- | ------------------ | -------------- | ------------ | ------------ | ----------- | ----------- |
|                | Michel Blondeau    | DVD            | 3 671        | 45,32        | 4 530       | 64,31       |
|                | Roger Caumette     | PS             | 1 723        | 21,27        | 2 514       | 35,69       |
|                | Jean-Pierre Grenon | PCF            | 1 063        | 13,12        |             |             |
|                | Jacques Gasne      | Verts          | 826          | 10,20        |             |             |
|                | Yves Jacquemin     | FN             | 817          | 10,09        |             |             |
|                |                    |                |              |              |             |             |
| Inscrits       | Inscrits           | Inscrits       | 12 540       | 100,00       | 12 539      | 100,00      |
| Abstention     | Abstention         | Abstention     | 3 860        | 30,78        | 4 824       | 38,47       |
| Votants        | Votants            | Votants        | 8 680        | 69,22        | 7 715       | 61,53       |
| Blancs et nuls | Blancs et nuls     | Blancs et nuls | 580          | 6,68         | 671         | 8,70        |
| Exprimés       | Exprimés           | Exprimés       | 8 100        | 93,32        | 7 044       | 91,30       |

### Canton de Châteauroux-Ouest
| Candidats      | Candidats           | Étiquette      | Premier tour | Premier tour | Second tour | Second tour |
| Candidats      | Candidats           | Étiquette      | Voix         | %            | Voix        | %           |
| -------------- | ------------------- | -------------- | ------------ | ------------ | ----------- | ----------- |
|                | Daniel Bernardet*   | UDF            | 2 973        | 43,36        | 3 875       | 68,35       |
|                | Jacques Boisard     | PS             | 1 777        | 25,92        | 2 302       | 31,65       |
|                | Christian Toussaint | Verts          | 795          | 11,59        |             |             |
|                | Pierre Poli         | FN             | 741          | 10,81        |             |             |
|                | Lionel Chaudron     | PCF            | 571          | 8,33         |             |             |
|                |                     |                |              |              |             |             |
| Inscrits       | Inscrits            | Inscrits       | 10 285       | 100,00       | 10 285      | 100,00      |
| Abstention     | Abstention          | Abstention     | 2 948        | 28,66        | 3 513       | 29,33       |
| Votants        | Votants             | Votants        | 7 337        | 71,34        | 6 772       | 65,84       |
| Blancs et nuls | Blancs et nuls      | Blancs et nuls | 480          | 6,54         | 595         | 8,79        |
| Exprimés       | Exprimés            | Exprimés       | 6 857        | 93,46        | 6 177       | 91,21       |

*sortant

### Canton d'Écueillé
| Candidats      | Candidats       | Étiquette      | Premier tour | Premier tour | Second tour | Second tour |
| Candidats      | Candidats       | Étiquette      | Voix         | %            | Voix        | %           |
| -------------- | --------------- | -------------- | ------------ | ------------ | ----------- | ----------- |
|                | Joël Bonjour    | DVD            | 1 084        | 41,39        | 1 467       | 55,11       |
|                | Bernard Jollet  | PS             | 920          | 35,13        | 1 195       | 44,89       |
|                | Maurice Meynard | FN             | 224          | 8,55         |             |             |
|                | René Barrois    | PCF            | 208          | 7,94         |             |             |
|                | Claude Godard   | PS             | 183          | 6,99         |             |             |
|                |                 |                |              |              |             |             |
| Inscrits       | Inscrits        | Inscrits       | 3 443        | 100,00       | 3 443       | 100,00      |
| Abstention     | Abstention      | Abstention     | 641          | 18,62        | 632         | 18,36       |
| Votants        | Votants         | Votants        | 2 802        | 81,38        | 2 811       | 81,64       |
| Blancs et nuls | Blancs et nuls  | Blancs et nuls | 183          | 6,53         | 149         | 5,30        |
| Exprimés       | Exprimés        | Exprimés       | 2 619        | 93,47        | 2 662       | 94,70       |

### Canton d'Éguzon-Chantôme
| Candidats      | Candidats             | Étiquette      | Premier tour | Premier tour |
| Candidats      | Candidats             | Étiquette      | Voix         | %            |
| -------------- | --------------------- | -------------- | ------------ | ------------ |
|                | Pierre Petitguillaume | DVD            | 1 433        | 51,98        |
|                | Jean-Claude Blin*     | PS             | 1 115        | 40,44        |
|                | Jean-Jacques Caillaud | PCF            | 209          | 7,58         |
|                |                       |                |              |              |
| Inscrits       | Inscrits              | Inscrits       | 3 787        | 100,00       |
| Abstention     | Abstention            | Abstention     | 854          | 22,55        |
| Votants        | Votants               | Votants        | 2 933        | 77,45        |
| Blancs et nuls | Blancs et nuls        | Blancs et nuls | 176          | 6,00         |
| Exprimés       | Exprimés              | Exprimés       | 2 757        | 94,00        |

*sortant

### Canton d'Issoudun-Nord
| Candidats      | Candidats            | Étiquette      | Premier tour | Premier tour | Second tour | Second tour |
| Candidats      | Candidats            | Étiquette      | Voix         | %            | Voix        | %           |
| -------------- | -------------------- | -------------- | ------------ | ------------ | ----------- | ----------- |
|                | Roger Birtègue*      | RPR            | 2 777        | 44,05        | 3 340       | 54,64       |
|                | Jean-Claude Daugeron | PS             | 2 383        | 37,80        | 2 773       | 45,36       |
|                | Patrick Ferrenq      | Verts          | 601          | 9,53         |             |             |
|                | Marcel Foulon        | PCF            | 543          | 8,61         |             |             |
|                |                      |                |              |              |             |             |
| Inscrits       | Inscrits             | Inscrits       | 9 046        | 100,00       | 9 044       | 100,00      |
| Abstention     | Abstention           | Abstention     | 2 279        | 25,19        | 2 519       | 27,85       |
| Votants        | Votants              | Votants        | 6 767        | 74,81        | 6 525       | 72,15       |
| Blancs et nuls | Blancs et nuls       | Blancs et nuls | 463          | 6,84         | 412         | 6,31        |
| Exprimés       | Exprimés             | Exprimés       | 6 304        | 93,16        | 6 113       | 93,69       |

*sortant

### Canton de Mézières-en-Brenne
| Candidats      | Candidats         | Étiquette      | Premier tour | Premier tour | Second tour | Second tour |
| Candidats      | Candidats         | Étiquette      | Voix         | %            | Voix        | %           |
| -------------- | ----------------- | -------------- | ------------ | ------------ | ----------- | ----------- |
|                | Jean-Louis Camus* | DVD            | 1 059        | 43,33        | 1 433       | 56,00       |
|                | Marcel Demarne    | UDF            | 725          | 29,66        | 1 126       | 44,00       |
|                | Philippe Parasote | PS             | 511          | 20,91        | Retrait     | Retrait     |
|                | Robert Gault      | PCF            | 149          | 6,10         |             |             |
|                |                   |                |              |              |             |             |
| Inscrits       | Inscrits          | Inscrits       | 3 315        | 100,00       | 3 315       | 100,00      |
| Abstention     | Abstention        | Abstention     | 683          | 20,60        | 600         | 18,10       |
| Votants        | Votants           | Votants        | 2 632        | 79,40        | 2 715       | 81,90       |
| Blancs et nuls | Blancs et nuls    | Blancs et nuls | 188          | 7,14         | 156         | 5,75        |
| Exprimés       | Exprimés          | Exprimés       | 2 444        | 92,86        | 2 559       | 94,25       |

*sortant

### Canton de Saint-Christophe-en-Bazelle
| Candidats      | Candidats      | Étiquette      | Premier tour | Premier tour |
| Candidats      | Candidats      | Étiquette      | Voix         | %            |
| -------------- | -------------- | -------------- | ------------ | ------------ |
|                | Serge Pinault* | RPR            | 2 159        | 58,96        |
|                | Bernard Forget | PS             | 687          | 18,76        |
|                | Bernard Nuret  | PCF            | 493          | 13,46        |
|                | Alain Didier   | FN             | 323          | 8,82         |
|                |                |                |              |              |
| Inscrits       | Inscrits       | Inscrits       | 5 165        | 100,00       |
| Abstention     | Abstention     | Abstention     | 1 274        | 24,67        |
| Votants        | Votants        | Votants        | 3 891        | 75,33        |
| Blancs et nuls | Blancs et nuls | Blancs et nuls | 229          | 5,89         |
| Exprimés       | Exprimés       | Exprimés       | 3 662        | 94,11        |

*sortant

### Canton de Saint-Gaultier
| Candidats      | Candidats             | Étiquette      | Premier tour | Premier tour | Second tour | Second tour |
| Candidats      | Candidats             | Étiquette      | Voix         | %            | Voix        | %           |
| -------------- | --------------------- | -------------- | ------------ | ------------ | ----------- | ----------- |
|                | Jean-Louis Simoulin*  | PS             | 1 175        | 43,10        | 1 418       | 55,13       |
|                | Jean-Laurent Desouche | RPR            | 831          | 30,48        | 1 154       | 44,87       |
|                | Marcel Reignoux       | PCF            | 424          | 15,55        | Retrait     | Retrait     |
|                | Marc Ranjon           | FN             | 296          | 10,86        |             |             |
|                |                       |                |              |              |             |             |
| Inscrits       | Inscrits              | Inscrits       | 3 951        | 100,00       | 3 949       | 100,00      |
| Abstention     | Abstention            | Abstention     | 1 023        | 25,89        | 1 201       | 30,41       |
| Votants        | Votants               | Votants        | 2 928        | 74,11        | 2 748       | 69,59       |
| Blancs et nuls | Blancs et nuls        | Blancs et nuls | 202          | 6,90         | 176         | 6,40        |
| Exprimés       | Exprimés              | Exprimés       | 2 726        | 93,10        | 2 572       | 93,60       |

*sortant

### Canton de Sainte-Sévère-sur-Indre
| Candidats      | Candidats       | Étiquette      | Premier tour | Premier tour |
| Candidats      | Candidats       | Étiquette      | Voix         | %            |
| -------------- | --------------- | -------------- | ------------ | ------------ |
|                | Paul Pleuchot   | DVD            | 1 106        | 52,37        |
|                | Gaston Renaud*  | PS             | 711          | 33,66        |
|                | Michel Fradet   | PCF            | 168          | 7,95         |
|                | Serge Laplanche | FN             | 127          | 6,01         |
|                |                 |                |              |              |
| Inscrits       | Inscrits        | Inscrits       | 3 204        | 100,00       |
| Abstention     | Abstention      | Abstention     | 952          | 29,71        |
| Votants        | Votants         | Votants        | 2 252        | 70,29        |
| Blancs et nuls | Blancs et nuls  | Blancs et nuls | 140          | 6,22         |
| Exprimés       | Exprimés        | Exprimés       | 2 112        | 93,78        |

*sortant

### Canton de Tournon-Saint-Martin
| Candidats      | Candidats         | Étiquette      | Premier tour | Premier tour | Second tour | Second tour |
| Candidats      | Candidats         | Étiquette      | Voix         | %            | Voix        | %           |
| -------------- | ----------------- | -------------- | ------------ | ------------ | ----------- | ----------- |
|                | René Chabot*      | RPR            | 1 288        | 43,32        | 1 929       | 70,30       |
|                | Roger Blanco      | PS             | 566          | 19,04        | 815         | 29,70       |
|                | Jean-Paul Mourot  | DVD            | 434          | 14,60        | Retrait     | Retrait     |
|                | Jacques Tissier   | DVD            | 406          | 13,66        |             |             |
|                | Gilberte Milleret | FN             | 140          | 4,71         |             |             |
|                | Guylaine Piquet   | PCF            | 139          | 4,68         |             |             |
|                |                   |                |              |              |             |             |
| Inscrits       | Inscrits          | Inscrits       | 4 182        | 100,00       | 4 182       | 100,00      |
| Abstention     | Abstention        | Abstention     | 1 034        | 24,73        | 1 239       | 29,63       |
| Votants        | Votants           | Votants        | 3 148        | 75,27        | 2 943       | 70,37       |
| Blancs et nuls | Blancs et nuls    | Blancs et nuls | 175          | 5,56         | 199         | 6,76        |
| Exprimés       | Exprimés          | Exprimés       | 2 973        | 94,44        | 2 744       | 93,24       |

*sortant

### Canton de Valencay
| Candidats      | Candidats       | Étiquette      | Premier tour | Premier tour | Second tour | Second tour |
| Candidats      | Candidats       | Étiquette      | Voix         | %            | Voix        | %           |
| -------------- | --------------- | -------------- | ------------ | ------------ | ----------- | ----------- |
|                | Pierre Renard*  | DVD            | 2 304        | 46,72        | 2 635       | 59,08       |
|                | Patrick Laroche | PS             | 938          | 19,02        | 1 825       | 40,92       |
|                | Gilles Groussin | PCF            | 780          | 15,82        | Retrait     | Retrait     |
|                | Gisèle Arrieu   | FN             | 470          | 9,53         |             |             |
|                | Jacques Mandard | PRG            | 440          | 8,92         |             |             |
|                |                 |                |              |              |             |             |
| Inscrits       | Inscrits        | Inscrits       | 7 287        | 100,00       | 7 286       | 100,00      |
| Abstention     | Abstention      | Abstention     | 1 857        | 25,48        | 2 395       | 32,87       |
| Votants        | Votants         | Votants        | 5 430        | 74,52        | 4 891       | 67,13       |
| Blancs et nuls | Blancs et nuls  | Blancs et nuls | 498          | 9,17         | 431         | 8,81        |
| Exprimés       | Exprimés        | Exprimés       | 4 932        | 90,83        | 4 460       | 91,19       |

*sortant